# Eremobates woodruffi
Espèce
Eremobates woodruffi est une espèce de solifuges de la famille des Eremobatidae.

## Distribution
Cette espèce est endémique du Texas aux États-Unis,. Elle se rencontre dans le comté de Brewster dans le parc national de Big Bend.

## Étymologie
Cette espèce est nommée en l'honneur de Robert Eugene Woodruff.

## Publication originale
- Brookhart & Muma, 1981 : The pallipes species-group of Eremobates Banks (Solpugida: Arachnida) in the United States. Florida Entomologist, vol. 64, no 2, p. 283-308 (texte intégral).